# Curgere compresibilă
În dinamica fluidelor, mai exact în dinamica gazelor, o curgere compresibilă este o curgere în care apar modificări semnificative ale densității fluidului. Deși în domeniu toate curgerile sunt compresibile, unele dintre ele pot fi tratate drept incompresibile atunci când numărul Mach (raportul dintre viteza fluidului și viteza sunetului) este mai mic de 0,3 (caz în care variația densității datorată vitezei este mai mică de aproximativ 5 %). Studiul curgerii compresibile este relevant pentru aeronavele de mare viteză, motoarele cu reacție, motoarele de rachetă, intrarea cu viteză mare în atmosfera planetară, conductele de gaze, aplicațiile comerciale, cum ar fi sablarea abrazivă, și multe alte domenii.

## Istoric
Studiul dinamicii gazelor este adesea asociat cu zborul aeronavelor moderne de mare viteză și cu reintrarea în atmosferă a vehiculelor de explorare spațială. Totuși, originile sale se află în mașini mai simple. La începutul secolului al XIX-lea, investigarea comportamentului gloanțelor trase a condus la îmbunătățirea preciziei și capacităților armelor de foc și a artileriei. Pe măsură ce secolul al XIX-lea s-a desfășurat, inventatori precum Gustaf de Laval au făcut progrese în domeniu, în timp ce cercetători precum Ernst Mach au căutat să înțeleagă fenomenele fizice implicate prin experimentare.
La începutul secolului al XX-lea, accentul cercetării dinamicii gazelor s-a mutat către ceea ce avea să devină în cele din urmă industria aerospațială. Ludwig Prandtl și studenții săi au propus concepte importante, de la stratul limită la undele de șoc supersonice, tunelele aerodinamice supersonice⁠(d) și proiectarea ajutajelor supersonice. Theodore von Kármán, un elev al lui Prandtl, a continuat să avanseze în înțelegerea curgerilor supersonice. Alte figuri notabile (Theodor Meyer, Luigi Crocco și Ascher Shapiro) au contribuit, de asemenea, semnificativ la principiile considerate fundamentale pentru studiul dinamicii moderne a gazelor. Mulți alții au contribuit, de asemenea, la acest domeniu.
Îmbunătățirea înțelegerii conceptuale a dinamicii gazelor la începutul secolului al XX-lea a însoțit o concepție greșită a publicului conform căreia ar exista o barieră în calea vitezei atinse de aeronave, denumită în mod obișnuit „bariera sunetului”. În realitate, bariera în calea zborului supersonic era doar una tehnologică, deși era o barieră greu de depășit. Printre alți factori, profilele aerodinamice convenționale au înregistrat o creștere mare a coeficientului de rezistență la înaintare atunci când viteza se apropia de viteza sunetului. Depășirea rezistenței mai mari s-a dovedit dificilă în cazul construcțiilor din acea perioadă, de unde și percepția unei bariere sonore. Totuși, proiectele aeronavelor au progresat suficient pentru a produce Bell X-1. Pilotat de Chuck Yeager, X-1 a atins oficial viteza supersonică în octombrie 1947.
Istoric, au fost urmate două căi paralele de cercetare pentru a aprofunda cunoștințele despre dinamica gazelor. Dinamica experimentală a gazelor realizează experimente cu modele de tunel aerodinamic și experimente în tuburi de șoc și poligoane balistice, utilizând tehnici optice pentru a înregistra rezultatele experimentelor. Dinamica teoretică a gazelor ia în considerare ecuațiile de mișcare aplicate unui gaz cu densitate variabilă și soluțiile acestora. O mare parte din dinamica gazelor de bază este analitică, dar în epoca modernă, mecanica fluidelor numerică folosește puterea de calcul pentru a rezolva ecuațiile cu derivate parțiale neliniare ale curgerii compresibile, altfel dificil de rezolvat, pentru geometrii și caracteristici specifice ale curgerii.

## Concepte introductive
Există mai multe ipoteze importante în teoria fundamentală a curgerii compresibile. Toate fluidele sunt compuse din molecule, dar urmărirea unui număr mare de molecule individuale într-o curgere (de exemplu la presiune atmosferică) nu este necesară. În schimb, ipoteza continuității permite să se considere un gaz care curge ca o substanță continuă, cu excepția densităților mici. Această ipoteză oferă o simplificare enormă, care este acceptabilă pentru majoritatea problemelor de dinamică a gazelor. Numai în domeniul densității mici a dinamicii gazelor rarefiate devine importantă mișcarea moleculelor individuale.
O presupunere conexă este condiția „fără alunecare”, unde viteza curgerii la o suprafață solidă este presupusă egală cu viteza suprafeței în sine, ceea ce este o consecință directă a presupunerii unei curgeri continue. Condiția „fără alunecare” implică faptul că curgerea este viscoasă, ca urmare, se formează un strat limită pe corpurile care se deplasează prin aer cu viteze mari, la fel cum se întâmplă în cazul curgerilor cu viteză mică.
Majoritatea problemelor în curgerile incompresibile implică doar două necunoscute: presiunea și viteza, care se găsesc de obicei prin rezolvarea celor două ecuații care descriu conservarea masei și a impulsului liniar, cu densitatea fluidului presupusă constantă. Însă în cazul curgerii compresibile densitatea gazului și temperatura lui devin și ele variabile. Acest lucru necesită încă două ecuații pentru a rezolva problemele de curgere compresibilă: o ecuație de stare pentru gaz și o ecuație de conservare a energiei. Pentru majoritatea problemelor din dinamica gazelor, simpla lege a gazelor ideale este ecuația de stare satisfăcătoare. În caz contrar, trebuie luate în considerare ecuații de stare mai complexe și se stabilește așa-numita dinamică a fluidelor compresibile neideale.
Problemele de dinamică a fluidelor au două tipuri generale de sisteme de referință, numite lagrangian și eulerian. Abordarea lagrangiană urmărește o masă fluidă cu identitate fixă pe măsură ce se mișcă printr-un câmp de curgere. Sistemul de referință eulerian, nu se mișcă odată cu fluidul. El este un sistem de referință fix sau un volum de control prin care curge fluidul. Sistemul de referință eulerian este cel mai util în majoritatea problemelor de curgere compresibilă, dar necesită ca ecuațiile de mișcare să fie scrise într-un format compatibil.
În cele din urmă, deși se știe că spațiul are 3 dimensiuni, se poate obține o simplificare importantă în descrierea matematică a dinamicii gazelor dacă o singură dimensiune spațială este de importanță primordială, prin urmare se presupune o curgere unidimensională. Acest lucru funcționează bine în cazul curgerilor prin conducte, ajutaje și difuzoare, unde proprietățile fluxului se schimbă în principal în direcția curgerii, mai degrabă decât perpendicular pe curgere. Totuși, o clasă importantă de curgeri compresibile, inclusiv curgeri externe peste corpuri care se deplasează cu viteză mare, necesită cel puțin un tratament bidimensional. Atunci când toate cele 3 dimensiuni spațiale și poate și dimensiunea timpului sunt importante, adesea se recurge la soluții computerizate ale ecuațiilor guvernante.

## Numărul Mach, mișcarea undelor și viteza sonică

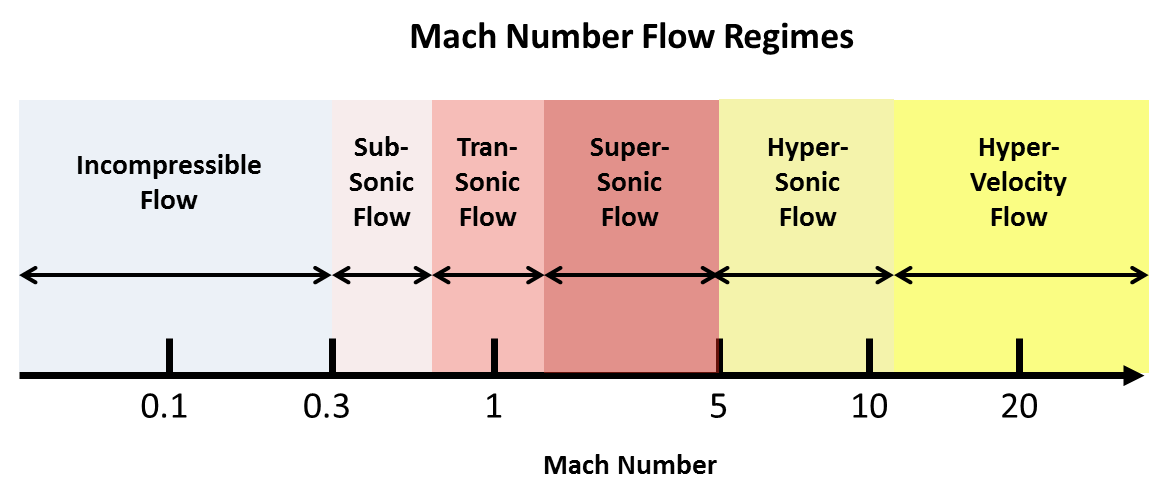
Spectrul vitezelor de curgere în funcție de numărul Mach

Numărul Mach, M, este definit ca raportul dintre viteza unui obiect (sau a unei curgeri) și viteza sunetului. De exemplu, în aer la temperatura camerei, viteza sunetului este de aproximativ 343 m/s. M poate varia de la 0 la ∞, dar în acest interval larg se încadrează în mod natural mai multe regimuri de curgere. Aceste regimuri sunt subsonic, transsonic, supersonic, hipersonic și hiperviteză. Figura alăturată ilustrează „spectrul” numărului Mach al acestor regimuri de curgere.
Aceste regimuri de curgere nu sunt alese la întâmplare, ci apar în mod natural din solidul context matematic care stă la baza curgerii compresibile (vezi manualele de referință citate). La viteze de curgere foarte mici, viteza sunetului este comparativ atât de mare încât este ignorată matematic, iar numărul Mach este irelevant. Însă odată ce viteza curgerii se apropie de viteza sunetului, numărul Mach devine extrem de important și încep să apară unde de șoc. Astfel, regimul transsonic este descris printr-un tratament matematic diferit (și mult mai complex). În regimul supersonic, curgerea este dominată de mișcarea undelor la unghiuri oblice similare cu unghiul Mach. Peste aproximativ Mach 5, aceste unghiuri de undă devin atât de mici încât este necesară o abordare matematică diferită, definind regimul de viteză hipersonică. În cele din urmă, la viteze comparabile cu cea a intrării în atmosferă a vehiculelor de pe orbită, într-o plajă de câțiva km/s, viteza sunetului este acum comparativ atât de mică încât este din nou ignorată matematic în regimul de hiperviteză.

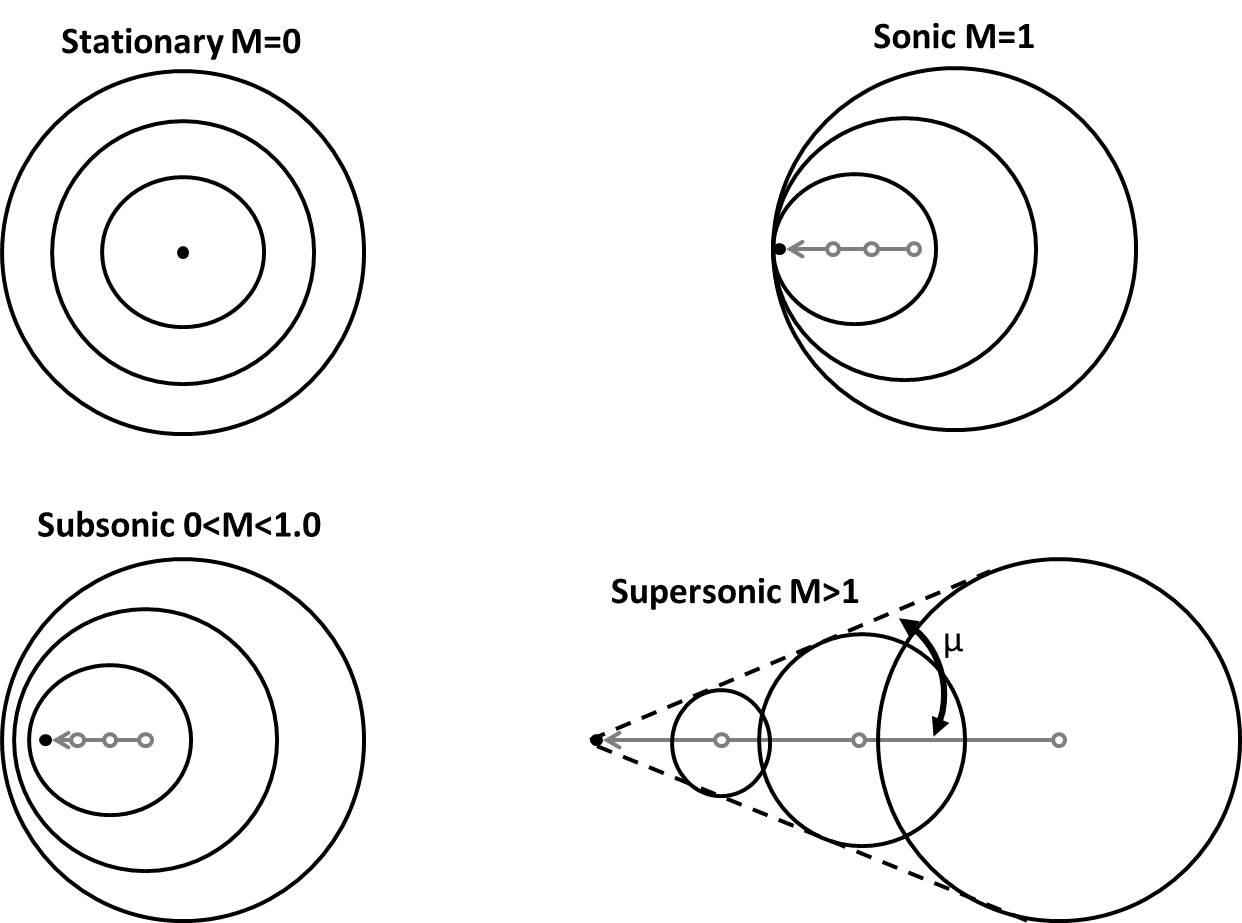
Mișcarea undelor și viteza sunetului

Pe măsură ce un obiect accelerează într-un gaz de la o viteză subsonică la una supersonică, apar diferite tipuri de fenomene ondulatorii. Pentru a ilustra aceste schimbări, următoarea figură prezintă un punct staționar (M = 0) care emite unde sonore simetrice. Într-un fluid uniform viteza sunetului este aceeași în toate direcțiile, deci aceste unde sunt sfere concentrice. Pe măsură ce punctul care generează sunetul începe să accelereze, undele sonore se „aglomerează” în direcția mișcării și se „întind” în direcția opusă. Când punctul atinge viteza sonică (M = 1), acesta se deplasează cu aceeași viteză ca și undele sonore pe care le creează. Prin urmare, un număr infinit de astfel de unde sonore se „acumulează” în fața punctului, formând o undă de șoc. La o mișcare supersonică, particula se mișcă atât de repede încât își lasă continuu în urmă undele sonore. Când se întâmplă acest lucru, locul undelor acestor unde care se află în spatele punctului creează un unghi cunoscut sub numele de unghiul Mach, μ:
{\displaystyle \mu =\arcsin \left({\frac {a}{v}}\right)=\arcsin \left({\frac {1}{M}}\right)}
unde a este viteza sunetului în gaz, iar v este viteza obiectului. Deși numite după fizicianul austriac Ernst Mach, aceste unde oblice au fost descoperite pentru prima dată de Christian Doppler.

## Curgere unidimensională
Curgerea unidimensională se referă la curgerea gazului printr-o conductă sau un canal în care se presupune că parametrii de curgere se modifică semnificativ de-a lungul unei singure dimensiuni spațiale, și anume, pe lungimea conductei. În analiza curgerii într-un canal unidimensional se fac o serie de ipoteze:
- Raportul dintre lungimea conductei și lățime (L/D) este mai mic sau egal cu 5 (pentru a putea neglija frecarea și transmiterea căldurii);
- Curgerea este considerată staționară;
- Curgerea este izentropică (adică un proces adiabatic reversibil);
- Densitatea este dată de Legea gazelor ideale (adică {\displaystyle \rho ={\frac {p}{RT}}}).

### Ajutaj convergent-divergent (de Laval)
Pe măsură ce viteza unei curgeri accelerează de la regimul subsonic la cel supersonic, fizica curgerilor ajutaje și difuzoare se modifică. Folosind legile de conservare ale dinamicii fluidelor și termodinamicii, se dezvoltă următoarea relație pentru curgerea în canal (cu conservarea combinată a masei și impulsului):
{\displaystyle dp\left(1-M^{2}\right)=\rho v^{2}\left({\frac {dA}{A}}\right)},
unde dp este variația infinitezimală a presiunii, M este numărul Mach, ρ este densitatea gazului, v este viteza curgerii, A este aria secțiunii transversale a canalului, iar dA este variația infinitezimală a ariei secțiunii transversale a canalului. Această ecuație afirmă că, pentru o curgere subsonică, într-o conductă convergentă (dA < 0) viteza curgerii crește, iar o conductă divergentă (dA > 0) viteza curgerii scade. La curgerea supersonică, se întâmplă opusul datorită schimbării semnului (1 − M2). Într-o conductă convergentă (dA < 0) viteza curgerii va scădea, iar o conductă divergentă (dA > 0) viteza curgerii va crește. La M = 1, apare un caz particular în care aria secțiunii conductei trebuie să fie fie maximă, fie minimă. În scopuri practice, doar o arie minimă poate accelera curgerile până la M = 1.

Schema funcționării unui ajutaj convergent-divergent

Prin urmare, pentru a accelera o curgere peste M = 1, un ajutaj trebuie proiectat să conveargă la o secțiune transversală minimă și apoi să se extindă. Acest tip de ajutaj –ajutajul convergent-divergent – se numește și „ajutaj de Laval”, după Gustaf de Laval, care l-a inventat. Pe măsură ce fluidul având o curgere subsonică intră în zona convergentă și aria scade, curgerea accelerează. La atingerea ariei minime a conductei, cunoscută și sub numele de „gâtul ajutajului”, viteza curgerii poate ajunge la M = 1. Dacă viteza fluidului urmează să continue să crească, densitatea sa trebuie să scadă pentru a respecta conservarea masei. Pentru a realiza această scădere a densității, fluidul trebuie să se destindă și, pentru asta, fluidul trebuie să treacă printr-o zonă divergentă.

### Viteza maximă realizabilă a unui gaz
Datorită legii conservării energiei, un gaz este limitat la o anumită viteză maximă bazată pe conținutul său energetic. Viteza maximă, vmax pe care o poate atinge un gaz este:
{\displaystyle v_{\text{max}}={\sqrt {2c_{p}T_{t}}}}
unde cp este capacitatea termică masică la presiune constantă a gazului, iar Tt este temperatura de stagnare a curgerii.

### Relațiile dintre numărul de Mach și curgerea izentropică
Folosind legi ale conservării și din termodinamică, se pot obține o serie de relații de forma:
{\displaystyle {\frac {{\text{proprietate}}_{1}}{{\text{proprietate}}_{2}}}=f(M,\gamma )}
unde M este numărul Mach, iar γ este coeficientul de transformare adiabatică (1,4 pentru aer).
| Ecuații pentru proprietățile câmpului într-o curgere izentropică | Ecuații pentru proprietățile câmpului într-o curgere izentropică                                                                                            |
| ---------------------------------------------------------------- | --- |
| Raportul dintre temperatura de stagnare și temperatură           | {\displaystyle {\frac {T_{t}}{T}}=\left(1+{\frac {\gamma -1}{2}}M^{2}\right)}                                                                               |
| Raportul dintre presiunea de stagnare și presiune                | {\displaystyle {\frac {p_{t}}{p}}=\left(1+{\frac {\gamma -1}{2}}M^{2}\right)^{\frac {\gamma }{\gamma -1}}}                                                  |
| Debitul masic                                                    | {\displaystyle {\dot {m}}={\frac {p_{t}}{\sqrt {RT_{t}}}}A{\sqrt {\gamma }}M\left(1+{\frac {\gamma -1}{2}}M^{2}\right)^{\frac {\gamma +1}{2-2\gamma }}}     |
| raportul dintre densitatea de stagnare și densitatea statică     | {\displaystyle {\frac {\rho _{t}}{\rho }}=\left(1+{\frac {\gamma -1}{2}}M^{2}\right)^{\frac {1}{\gamma -1}}}                                                |
| Raportul dintre o arie și aria secțiunii minime                  | {\displaystyle {\frac {A}{A^{*}}}={\frac {1}{M}}\left({\frac {\frac {\gamma +1}{2}}{1+{\frac {\gamma -1}{2}}M^{2}}}\right)^{\frac {\gamma +1}{2-2\gamma }}} |

### Obținerea unei curgeri supersonice
Așa cum s-a menționat anterior, pentru ca o curgere să devină supersonică, aceasta trebuie să treacă printr-un canal convergent cu o secțiune minimă. În plus, este necesar un raport de presiuni global, pb/pt, de aproximativ 2 pentru a atinge Mach 1. Odată ce s-a atins Mach 1 în secțiunea minimă, modificările din aval se pot efectua doar la viteze peste viteza sunetului, iar fluxul masic prin ajutaj nu poate fi afectat de modificările condițiilor din aval.

### Curgerea neizentropică a unui gaz într-un canal unidimensional– unde de șoc normale
Undele de șoc normale sunt unde de șoc perpendiculare pe direcția locală a fluxului. Aceste unde de șoc apar atunci când undele de presiune se acumulează și se contopesc într-o undă de șoc extrem de subțire care transformă energia cinetică în energie termică. Astfel, undele se depășesc și se consolidează reciproc, formând o undă de șoc finită dintr-o serie infinită de unde sonore infinitezimale. Deoarece schimbarea de stare datorită șocului este extrem de ireversibilă, entropia crește. Atunci când se analizează o undă de șoc normală, se presupune o curgere unidimensională, staționară și adiabatică al unui gaz perfect. Temperatura de stagnare și entalpia de stagnare sunt aceleași în amonte și în aval de șoc. Ecuațiile Rankine-Hugoniot leagă condițiile de dinainte și de după o undă de șoc normală.
| Ecuațiile Rankine-Hugoniot | Ecuațiile Rankine-Hugoniot |
| -------------------------- | --- |
| Temperatura                | {\displaystyle {\frac {T_{2}}{T_{1}}}={\frac {\left(1+{\frac {\gamma -1}{2}}M_{1}^{2}\right)\left({\frac {2\gamma }{\gamma -1}}M_{1}^{2}-1\right)}{M_{1}^{2}\left({\frac {2\gamma }{\gamma -1}}+{\frac {\gamma -1}{2}}\right)}}} |
| Presiunea statică          | {\displaystyle {\frac {p_{2}}{p_{1}}}={\frac {2\gamma M_{1}^{2}}{\gamma +1}}-{\frac {\gamma -1}{\gamma +1}}} |
| Densitatea și viteza       | {\displaystyle {\frac {\rho _{2}}{\rho _{1}}}={\frac {v_{2}}{v_{1}}}={\frac {(\gamma +1)M_{1}^{2}}{(\gamma -1)M_{1}^{2}+2}}} |

Undele de șoc normale pot fi ușor analizate în oricare dintre cele două sisteme de referință: șocul normal staționar și șocul mobil. Curgerea dinaintea unei unde de șoc normale trebuie să fie supersonică, iar curgerea de după o undă de șoc normală trebuie să fie subsonică. Ecuațiile Rankine-Hugoniot sunt utilizate pentru a rezolva condițiile de curgere.

## Curgere bidimensională
Deși o curgere unidimensională poate fi analizată direct, acesta este doar un caz particular de curgere bidimensională. Rezultă că unul dintre fenomenele definitorii ale curgerii unidimensionale, unda de șoc normală, este tot un caz particular al unei clase mai mari de unde de șocuri oblice. În plus, denumirea „normală” se referă la geometrie, nu la frecvența de apariție. Șocurile oblice sunt mult mai frecvente în aplicații precum: proiectarea admisiilor de aer ale aeronavelor, obiecte în zbor supersonic și (la un nivel mai fundamental) ajutaje și difuzoare supersonice. În funcție de condițiile de curgere, un șoc oblic poate fi fie atașat la flux, fie detașat de acesta sub forma unei unde de șoc frontale.

### Unde de șoc oblice

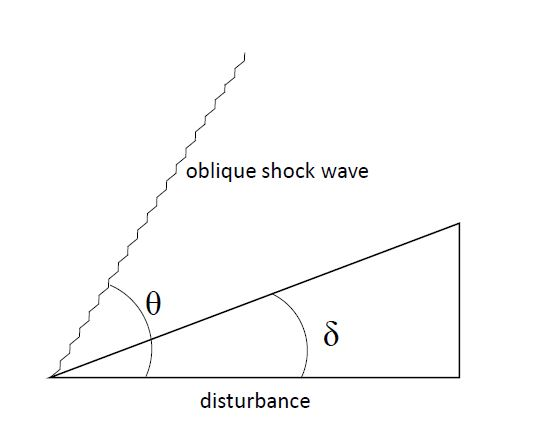
Schema unei unde de șoc oblice

Undele de șoc oblice sunt similare cu undele de șoc normale, dar apar la unghiuri mai mici de 90° față de direcția curgerii. Atunci când o perturbație este introdusă în curgere la un unghi δ diferit de zero, curgerea trebuie să răspundă la condițiile limită în schimbare. Astfel, se formează o undă de șoc oblică la unghiul θ, rezultând o schimbare a direcției curgerii.

#### Diagrama polară a unei unde de șoc

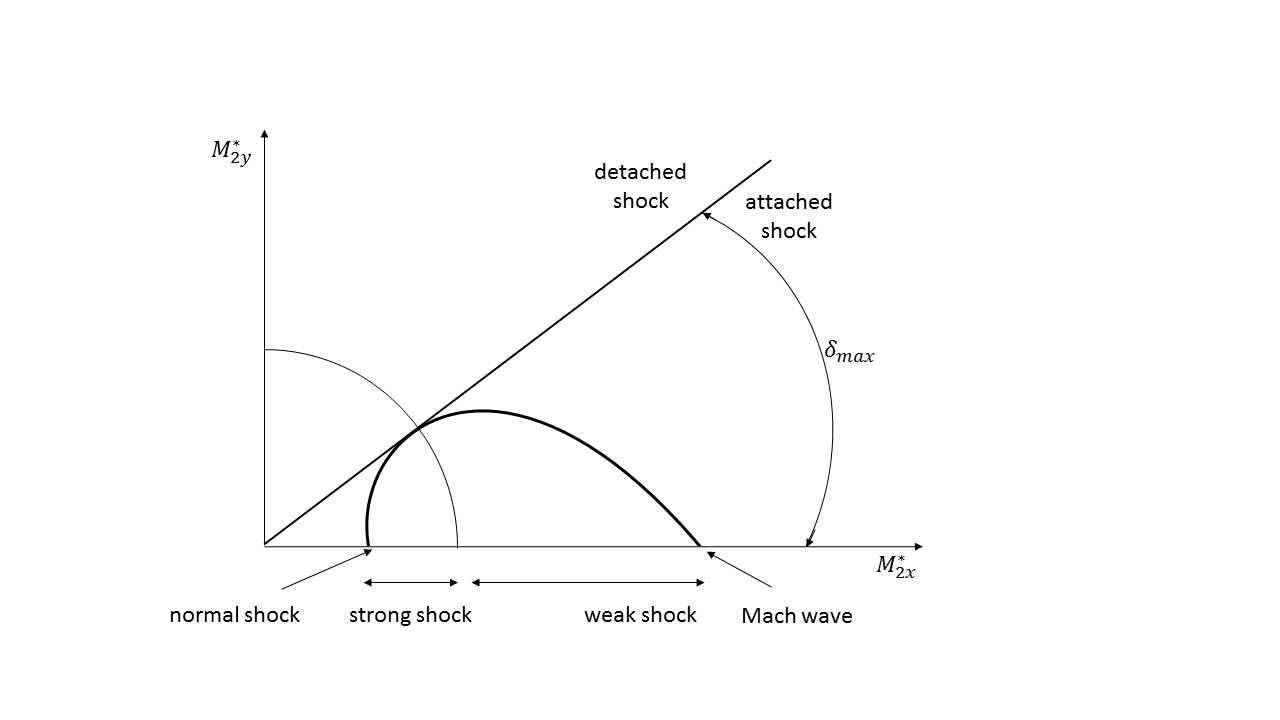
Diagrama polară a unei unde de șoc

Pe baza acțiunii de deviere a fluxului, (δ), undele de șocurile oblice sunt caracterizate fie ca fiind fie puternice, fie slabe. Undele de șoc puternice sunt caracterizate printr-o deviere mai mare și o pierdere de entropie mai mare de-a lungul undei, în timp ce undele de șoc slabe dimpotrivă. Pentru a obține o imagine asupra diferențelor dintre aceste unde de șoc, se poate utiliza o diagramă polară a undelor de șoc. Temperatura statică după șoc, T*, cunoscută ca viteza sunetului după șoc, este definită ca:
{\displaystyle A^{*}={\sqrt {\gamma RT^{*}}}}
unde R este constanta gazului, iar γ este coeficientul de transformare adiabatică. Numărul Mach poate fi descompus în [[coordonate carteziene:
{\displaystyle {\begin{aligned}M_{2x}^{*}&={\frac {v_{x}}{a^{*}}}\\M_{2y}^{*}&={\frac {v_{y}}{a^{*}}}\end{aligned}}}
cu vx și vy fiind componentele în direcțiile x, respectiv y ale vitezei v a fluidului. Cu numărul Mach dinaintea șocului dat, se poate specifica un loc al condițiilor. La un anumit unghi, de δmax, curgerea trece de la o undă de șoc oblică puternică la una oblică slabă. Cu δ = 0°, o undă de șoc normală este produsă la limita undei de șoc oblice puternice, iar unda Mach este produsă la limita undei de șoc slabe.

#### Reflexia undei de șoc oblice
După ce unda de șoc oblică a apărut, datorită înclinației sale ea poate interacționa cu o limită în trei moduri diferite, dintre care două sunt explicate în continuare.

##### La un perete solid
Curgerea din zona de intrare este mai întâi rotită cu un unghi δ față de direcția de curgere generală. Această undă de șoc este reflectată de peretele solid, iar curgerea este rotit cu −δ pentru a fi din nou paralelă cu peretele. Fiecare undă de șoc progresivă este mai slabă, iar unghiul undei crește.

##### Reflexie neregulată
O reflexie neregulată este foarte asemănătoare cu cazul descris mai sus, cu precizarea că δ este mai mare decât unghiul maxim admis de rotație. Astfel, se formează o undă de șoc detașată și are loc o reflexie mai complicată, cunoscută sub numele de reflexie Mach.

### Unde de șoc Prandtl–Meyer
Undele de șoc Prandtl–Meyer pot fi descrise atât ca fenomene de comprimare, cât și de destindere. De asemenea, undele de șoc Prandtl-Meyer traversează un strat limită (între fluid și solid) care reacționează și el în diferite moduri. Când o undă de șoc lovește o suprafață solidă, unda rezultată se întoarce ca una din familia opusă, în timp ce atunci când una lovește o limită fluidă, unda se întoarce ca una de tip opus.

#### Destinderi Prandtl–Meyer

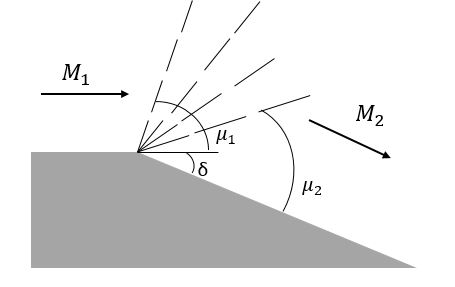
Schema unei destinderi Prandtl–Meyer

Până în acest moment, singurele fenomene de curgere discutate sunt undele de șoc, care încetinesc curgerea și îi cresc entropia. Este posibil să se accelereze curgerea supersonică în ceea ce a fost numit o destindere Prandtl-Meyer⁠(d), numită astfel după după Ludwig Prandtl și Theodore Meyer. Mecanismul destinderii este prezentat în figura alăturată.
Spre deosebire de cazul în care curgerea întâlnește o piedică înclinată și formează o undă de șoc oblică, curgerea se destinde în jurul unui colț convex și formează un evantai de destindere printr-o serie de unde Mach izentropice. „Evantaiul” de destindere este compus din unde Mach situate între unghiul Mach inițial și cel final. Curgerea se poate destinde atât în jurul unui colț ascuțit (așa cum este ilustrat în figură), cât și al unuia rotunjit, deoarece creșterea numărului Mach este proporțională doar cu unghiul convex al trecerii, δ. Dacă unghiul total de rotație este același, atunci situația pentru curgerea P–M este, de asemenea, aceeași.
Destinderea Prandtl–Meyer poate fi văzută ca explicația fizică a funcționării ajutajului convergent–divergent. Conturul ajutajului creează o serie lină și continuă de unde de destindere Prandtl–Meyer.

#### Comprimări Prandtl–Meyer

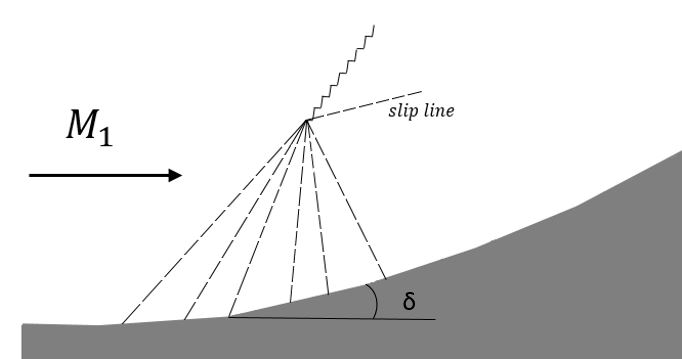
Schema unei comprimări Prandtl–Meyer

O comprimare Prandtl-Meyer este fenomenul opus unei destinderi Prandtl–Meyer. Dacă curgerea este rotită treptat cu un unghi δ, se poate forma un evantai de comprimare. Acest evantai este o serie de unde Mach care în cele din urmă se contopesc într-o undă de șoc oblică. Deoarece curgerea este definită de o regiune izentropică (curgerea care trece prin evantai) și o regiune neizentropică (curgerea care trece prin unda de șocul oblică), rezultă o linie de alunecare între cele două regiuni de curgere. 

## Aplicații

### Tunele aerodinamice supersonice
Tunelele aerodinamice supersonice sunt utilizate pentru încercări și cercetări ale curgerilor supersonice, aproximativ în intervalul de numere Mach de la 1,2 la 5. Principiul de funcționare al tunelului aerodinamic este menținerea unei diferențe mari de presiune din amonte spre aval, ceea ce determină curgerea.
| Cu funcționare continuă     | în circuit deschis (o singură trecere)               |
| Cu funcționare continuă     | în circuit închis                                    |
| Cu funcționare intermitentă | cu vid (presiune atmosferică → vid)                  |
| Cu funcționare intermitentă | cu destindere (presiune mare → presiune atmosferică) |

Tunelele aerodinamice pot fi împărțite în două categorii: tunele aerodinamice cu funcționare continuă și tuneluri aerodinamice cu funcționare intermitentă. Tunelurile aerodinamice supersonice cu funcționare continuă necesită o sursă independentă de energie electrică care crește drastic odată cu dimensiunea secțiunii de testare. Tunelurile aerodinamice supersonice intermitente sunt mai puțin costisitoare, deoarece stochează energia pe o perioadă mai lungă de timp, apoi o eliberează pe parcursul unei serii de teste scurte. Diferența dintre aceste două este analogă cu comparația dintre o baterie și un condensator.

Schema unui tunel aerodinamic supersonic cu destindere
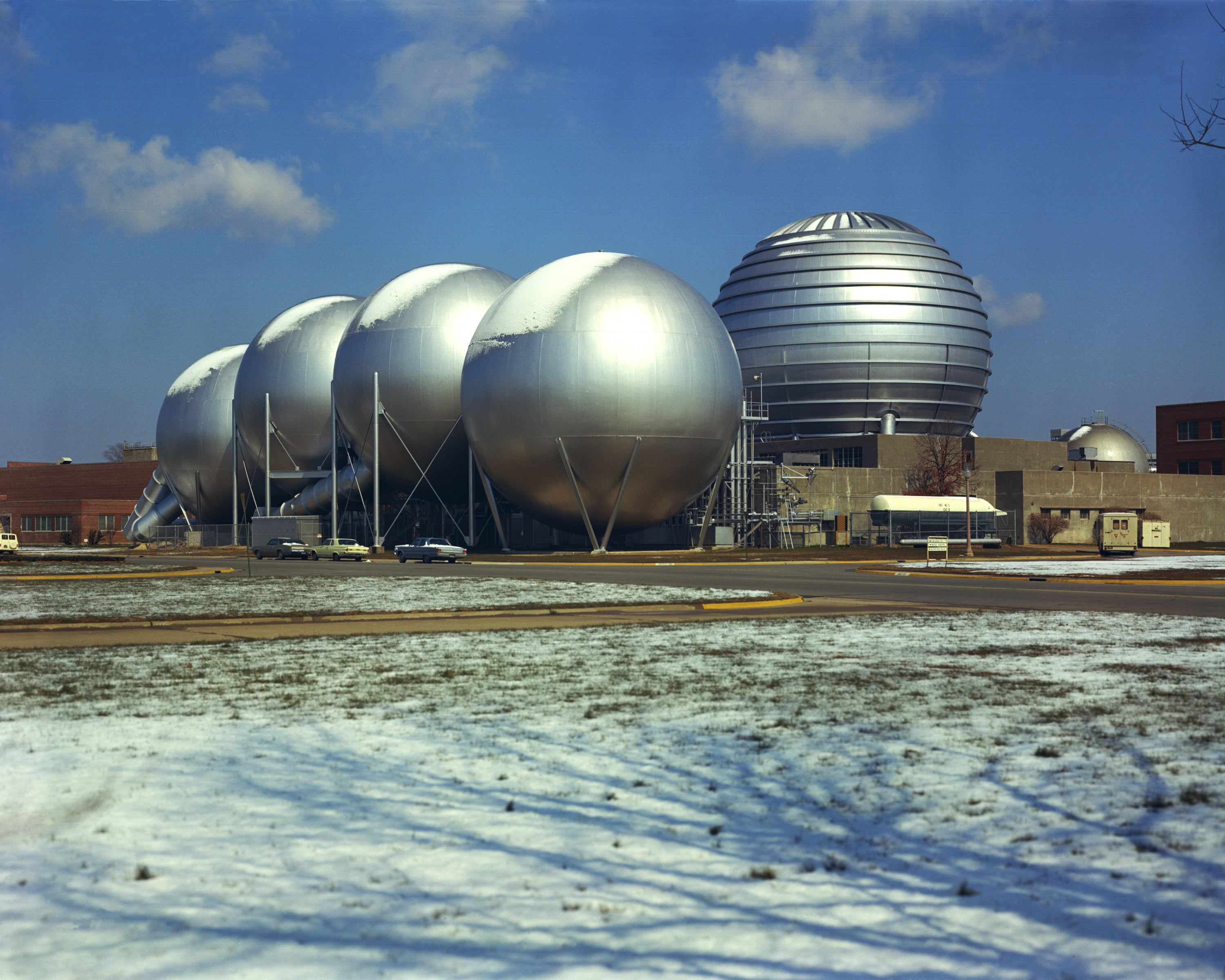
Parte a tunelului aerodinamic hipersonic Langley în 1969

Tunelele aerodinamice supersonice cu destindere oferă un număr Reynolds ridicat, un rezervor de stocare mic și aer uscat ușor disponibil. Totuși, acestea au un risc datorită presiunii ridicate, au dificultăți în menținerea unei presiuni de stagnare constante și sunt zgomotoase în timpul funcționării.
Tunelele aerodinamice supersonice cu vid nu prezintă riscuri datorită presiunii, realizează o presiune de stagnare constantă și sunt relativ silențioase. Din păcate, acestea au un interval limitat pentru numărul Reynolds al curgerii și necesită un rezervor de vid mare.
Nu există vreo dispută că cunoștințele se dobândesc prin cercetare și încercări în tuneluri aerodinamice supersonice. Totuși, instalațiile necesită adesea cantități uriașe de energie pentru a menține rapoartele mari de presiune necesare pentru condițiile de testare. De exemplu Arnold Engineering Development Complex are cel mai mare tunel aerodinamic supersonic din lume și pentru funcționare necesită puterea necesară pentru a ilumina un mic oraș. Din acest motiv, tunelele aerodinamice mari devin din ce în ce mai puțin frecvente în universități.

### Admisii de aer pentru aeronave supersonice
Poate cea mai cunoscută utilizate pentru undele de șoc oblice este în admisiile de aer ale avioanelor supersonice pentru viteze mai mari de aproximativ Mach 2 (F-16 are o viteză maximă de Mach 2, dar nu necesită o admisie cu unde de șoc oblice). Unul dintre scopurile admisiei este de a minimiza pierderile prin șoc, pe măsură ce aerul cu viteză supersonică la intrare încetinește până la subsonic înainte de a intra în motorul turboreactor. Acest lucru se realizează cu unul sau mai multe unde de șoc oblice, urmate de o undă de șoc normală foarte slabă, cu un număr Mach în amonte, de obicei mai mic de 1,4. Curgerea aerului prin admisie trebuie gestionată corect pentru o gamă largă de viteze, de la zero până la viteza supersonică maximă a aeronavei. Acest lucru se realizează prin variația poziției suprafețelor din admisie.
Deși este necesară o geometrie variabilă pentru a obține performanțe acceptabile de la decolare până la viteze care depășesc Mach 2, nu există o singură metodă pentru a o realiza. De exemplu, pentru o viteză maximă de aproximativ Mach 3, XB-70 a folosit intrări dreptunghiulare cu rampe reglabile, iar SR-71 a folosit intrări circulare cu con de admisie reglabil.